# حافي القدمين جين
حافي القدمين جين هاداشي نو جين ‎ (はだしのゲン، Barefoot Gen) (はだしのゲン Hadashi no Gen) هي سلسلة مانغا يابانية من تأليف ناكازاوا كيجي.
مبنية على تجربة شخصية للمؤلف الناجي من هيروشيما. تبدأ السلسلة في عام 1945 في هيروشيما، اليابان. عندما كان الطفل ذو ستة سنوات ناكاوكا جين يعيش مع عائلته. بعدما دُمرّت هيروشيما بالقنبلة الذرية كان جين وناجون آخرون قد تركوا للتعامل مع مابعد الكارثة. نشرت في مجلات عديدة بما فيها شونين جمب الاسبوعية. من عام 1973 وحتى 1985. عقب ذلك تم تمثيلها في ثلاث عروض حية باخراج تينغو يامادا. والتي تم اطلاقا بين عامي 1976 و1980 وواحد في 1983 وواحد في 1986. في عام 2007 تم بث حي لدراما تلفزيونية تبنت القصة على اذاعة فوجي التلفزيونية لليلتين 10 و11 أغسطس

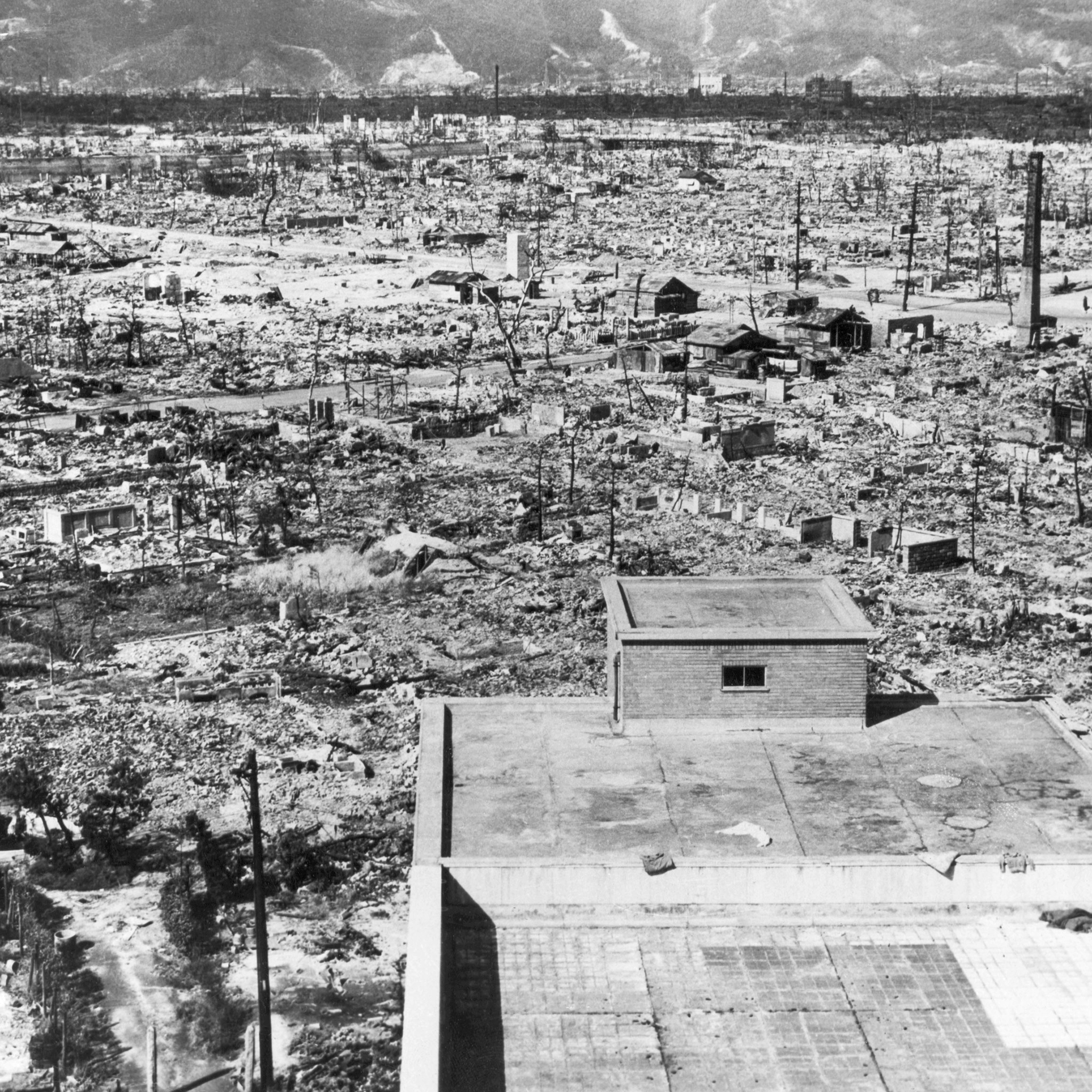
هيروشيما بعد إلقاء القنبلة الذرية

## تاريخ النشر
المانغاكا ناكازاوا كيجي قام بتأليف ore wa mita «لقد رأيته» أو "I saw it" بالإنجليزية. لشاهد عيان لدمار القنبلة الذرية في اليابان. في سلسلة مانغا شهرية شونين جمب عام 1972
```
قام ناكازاوا على بإطالة السلسلة، ألف مانغا سيرة الذاتية hadashi no gen (حافي القدمين جين) ابتداء من 4 يونيو 1973 مع 

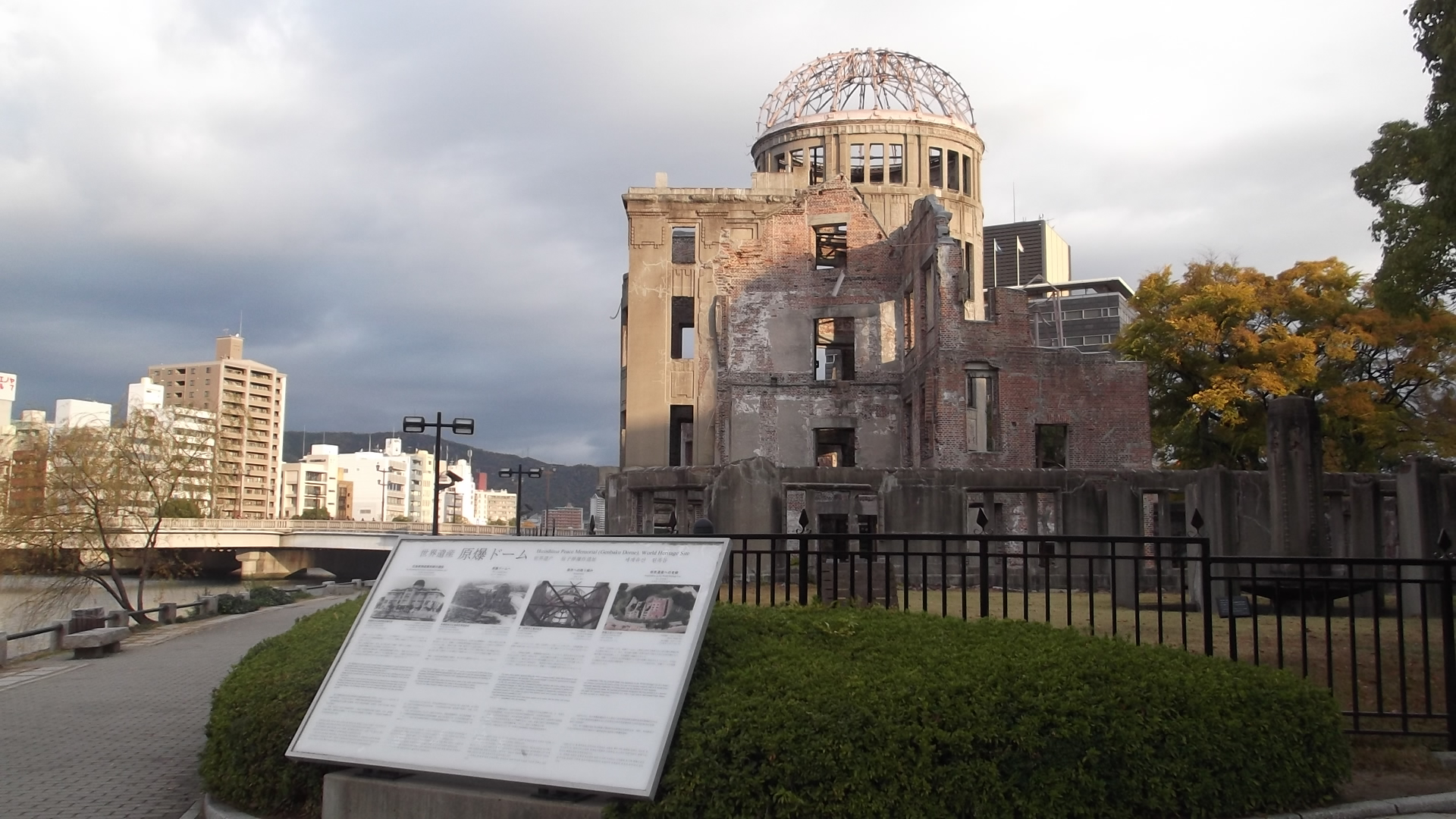
قبة القنبلة الذرية (صورت في نوفمبر 2012)

شونن جمب الأسبوعية
، أنها ثم ألغيت بعد عام ونصف، وانتقل إلى ثلاث مجلات أقل شهرة: shimin (المواطن)، بونكا Hyōron (النقد الثقافي)، وكيويكو Hyōron (النقد التربوي). تم نشره في مجموعات الكتب في اليابان ابتداء من عام 1975.
```

## الشخصيات
- الجنرال ناكاوكا: هو صبي يبلغ من العمر 6 سنوات ونجا من قنبلة هيروشيما الذرية وابن ديكيتشي وكيمي.
- ديكيتشي: والد الجنرال وزوج كيمي وأب لثلاثة أطفال وطفل في انتظار الولادة.

- كيمي: هي والدة جين وزوجة ديكيتشي وأم لثلاثة أطفال وفي بداية المانجا (أنمي مصورة) ظهرت حامل.
- كوجي: الأخ الأكبر للعائلة وخلال الحرب انضم إلى البحرية ثم عمل لاحقًا كمهندس لمحاولة المساهمة بالمال للأسرة. هذه الشخصية لا تظهر في فيلم الرسوم المتحركة.
- إيكو: الأخت الكبرى للعائلة ودائمًا في رعاية والدتها وأبيها.
- توموكو: أخت جين الثانية والتي ولدت بعد مفجر ليتل بوي. تمنى الجنرال لها عالمًا أفضل ومليئًا بالأصدقاء وولهذا أطلق عليها اسم «الصداقة» ثم بعد فترة وجيزة مات بسبب سوء التغذية وآثار الإشعاع.
- شينجي: شقيق الجنرال الصغير وهو شره ونشاطه مفرط وعادة ما يقاتل معه ولكنهما لا ينفصلان.
- ريوتا كوندو: فتى يشبه إلى حد كبير شينجي والذي انتهى به المطاف إلى مشاركة أكثر من مجرد معركة من أجل البقاء.

## القصة
تبدأ القصة في هيروشيما خلال الأشهر الأخيرة من الحرب العالمية الثانية. ناكاوكا جين البالغ من العمر ست سنوات وعائلته يعيشون في الفقر ويكافحون من أجل تغطية نفقاتهم. والد الجنرال في ديكيتشي يحثهم على «العيش مثل القمح»، والذي ينمو دائما قويا على الرغم من كونها يوطئ عليه. ديكيتشي كان ناقدًا للخرب. عندما يظهر في حالة سكر لتدريبات قتالية إلزامية وعندما يتلفظ على مدربه، وصفت عائلة ناناكاوا بالخونة وتخضع للإيذاء والتمييز من جيرانهم. لاستعادة شرف عائلته، الشقيق الأكبر لجين كوجي ينضم إلى البحرية ضد رغبات أبيه ديكيتشي، حيث يتعرض لنظام تدريب وحشي من قائده. في 6 آب، يتم إسقاط القنبلة الذرية على هيروشيما. والد جين وأشقاؤه هلكوا في الحرائق، لكنه تمكن ووالدته من الفرار. الصدمة تسببت لأمه بولادة مبكرة قبل الأوان. سمى جين شقيقته الجديدة توموكو.
في الأيام التي تلت الهجوم، شهد جين ووالدته الأهوال الذي أحدثتها القنبلة. تقع هيروشيما في حالة خراب، والمدينة مليئة بالقتلى وناس يموتون من حروق شديدة ومرض الإشعاع. جين التقى بفتاة تدعى ناتسو، والتي كانت تعاني من حروق شديدة في الوجه وقامت بمحاولات انتحار، ولكن جين اقنعها بمواصلة العيش. وقام جين ووالدته بتبني يتيم اسمه ريوتا، والذي بالصدفة المحضة يبدو مشابها لشقيقه الأصغر المتوفى شينجي. بعدما عاد جين لمنزلهم المحترق قام باسترداد بقايا والده وأشقائه، وذهب مع عائلته للعيش مع كيو صديقة كيمي. وقامت أم زوج كيو بعمل مؤامرة مع أحفادها لإخراج عائلة ناناكاوا من المنزل
```
ترجمات 
```

قامت منظمة المتطوعين من دعاة السلام، بتشكيل مشروع جين في طوكيو في عام 1976 لإنتاج ترجمة إلى اللغة الإنجليزية. قامت "EduComics " الخاصة بليونارد رافيس (جنبا إلى جنب مع الصحافة اللون العالمي) بنشر في تلك السنة جين هيروشيما «أول ترجمة كاملة الطول لمانغا من اليابانية إلى الإنجليزية لنشرها في الغرب» ولم تحظ بشعبية وتم الغائها بعد مجلدين
- Barefoot Gen #1: A Cartoon Story Of Hiroshima (ISBN 0-86719-602-5)
- Barefoot Gen #2: The Day After (ISBN 0-86719-619-X)
- Barefoot Gen #3: Life After The Bomb (ISBN 0-86719-594-0)
- Barefoot Gen #4: Out Of The Ashes (ISBN 0-86719-595-9)
- Barefoot Gen #5: The Never-Ending War (17 April 2008, ISBN 0-86719-596-7)
- Barefoot Gen #6: Writing the Truth (17 April 2008, ISBN 0-86719-597-5)
- Barefoot Gen #7: Bones into Dust (5 Mar 2009, ISBN 0-86719-598-3)
- Barefoot Gen #8: Merchants of Death (9 April 2009, ISBN 0-86719-599-1)
- Barefoot Gen #9: Breaking Through Borders (10 Feb 2010, ISBN 0-86719-600-9)
- Barefoot Gen #10: Never Give Up (10 Feb 2010, ISBN 0-86719-601-7)

```
كتب 
```

تم نشر 10 كتب عن حافي القدمين جين

## مبيعات
بيعت أكثر من 6.5 مليون نسخة من المانجا
أنيمي حافي القدمين جين دخل قائمة أفضل 5 أنيمي DVDs في مجلة التايم